# خيرمان ريفارولا
خيرمان ريفارولا (بالإسبانية: Germán Rivarola)‏ هو لاعب كرة قدم أرجنتيني في مركز الدفاع، ولد في 18 أبريل 1979 في Santa Eufemia ‏ في الأرجنتين. شارك مع منتخب الأرجنتين تحت 20 سنة لكرة القدم. أما مع النوادي، فقد لعب مع روزاريو سنترال وريال سبورتينغ خيخون ونادي أتليتيكو كولون ونادي باتشوكا.

## وصلات خارجية
- خيرمان ريفارولا على موقع الاتحاد الدولي (مؤرشف)  (الإنجليزية)
- خيرمان ريفارولا على موقع قاعدة بيانات كرة القدم.إي يو (الإنجليزية)
- خيرمان ريفارولا على موقع Soccerway.com (الإنجليزية)